# Een ander zijn geluk
Een ander zijn geluk é um filme de drama belgo-neerlandês de 2005 dirigido e escrito por Fien Troch. Foi selecionado como representante da Bélgica à edição do Oscar 2006, organizada pela Academia de Artes e Ciências Cinematográficas.

## Elenco
- Ina Geerts - Christine
- Johanna ter Steege - Ann
- Johan Leysen - Francis
- Natali Broods - Gerda
- Elmo Mistiaen - Sam
- Peter Van den Begin - Mark
- Josse De Pauw - inspetor